# L. Hjorth
L. Hjorth (født Lauritz Adolph Hjorth, d. 27. december 1834 i Rønne, død 9. december 1912, sammesteds) var en dansk ejer af en terrakottafabrik og pottemager.
Han var søn af Lars Hansen Hjort (f. 1794, d. 1880) og Maren Kirstine Knudsen (f. 1802, d. 1891) og bror til skoleinspektør Andreas Larsen Hjorth. Han boede i Østergade i Rønne. Han begyndte som lærling hos Edvard Christian Sonne (f. 1810, d. 1876)
Da han var færdiguddannet rejste han blandt andet til Tyskland (Schumanns porcelænsfabrik i Berlin), Schweiz og Nordfrankrig om at dygtiggøre sig selv ved at arbejde hos forskellige keramikfabrikker.
Hjort grundlagde d. 9. marts 1859 L. Hjorth's Terracottafabrik i et lille værksted i Østergade hvor han boede, men flyttede senere i 1862 til Krystalgade 5. Her blev der fremstillet terrakotta, stentøj og fajance. Samme år blev Hjort gift med Agnete Marie født Wolffsen, (f. 1840, d. 1908) der var en datter af en anden fajancefabrikant på Bornholm. Mange af hans fremstillinger er stærkt inspireret af den danske billedhugger Bertel Thorvaldsen.
Hort var ikke kun en dygtig kunstner, han forstod også at hvis hans fabrik skulle overleve konkurrencen fra andre keramikeres virksomheder, skulle han beskæftige sig med markedsføringen. Desuden deltog Hjort i utallige af datidens både nationale og internationale industriudstillinger og hjemtog adskillige præmier. Dem annoncerede han med i sine kataloger: Nakskov 1868, Altona 1869, London 1870. Det kunne godt ske at nogle af hans værker blev solgt i udlandet til entusiastiske danskere, der så senere i bunden så kunne finde et stempel fra Hjort's fabrik i Rønne.
Mange kendte kunstnere tilknyttede sig Hjort's fabrik, som for eksempel Kristian Zahrtmann, der gav ham flere tips i fremstilling af kunstværker, og Holger Drachmann, der ved at tjene ekstra penge hos Hjort, kunne vedligeholde hans kunstneriske interesse. Men Drachmann var også en gevinst for Lauritz Hjort. Hans kunstneriske sans betød at Drachmann kunne komme med ideer til nye motiver for vaser og krukker.
Han havde to sønner der efter Lauritz død i 1912 overtog virksomheden:
- Peter Christian Hjorth (f. 1873, d. 1959)
- Hans Adolph Hjorth (f. 1877, d. 1966) der i 1960 skrev bogen: Bornholmsk stentøj 1902–12, Fra L. H.s fabrik i Rønne.

Også hans børnebørn, Erik Hjorth (f. 1906, d. 1982) og Adolf Hjorth, overtog virksomheden som videre gave det i 1982 til hans døtre, keramikerne Ulla Hjorth (født 1945) og Marie Hjorth (født 1941).
Lauritz Hjort blev i 1912 udnævnt som kancelliråd men døde sidst på året. Han er begravet på Rønne Kirkegård.